# Lindesnes

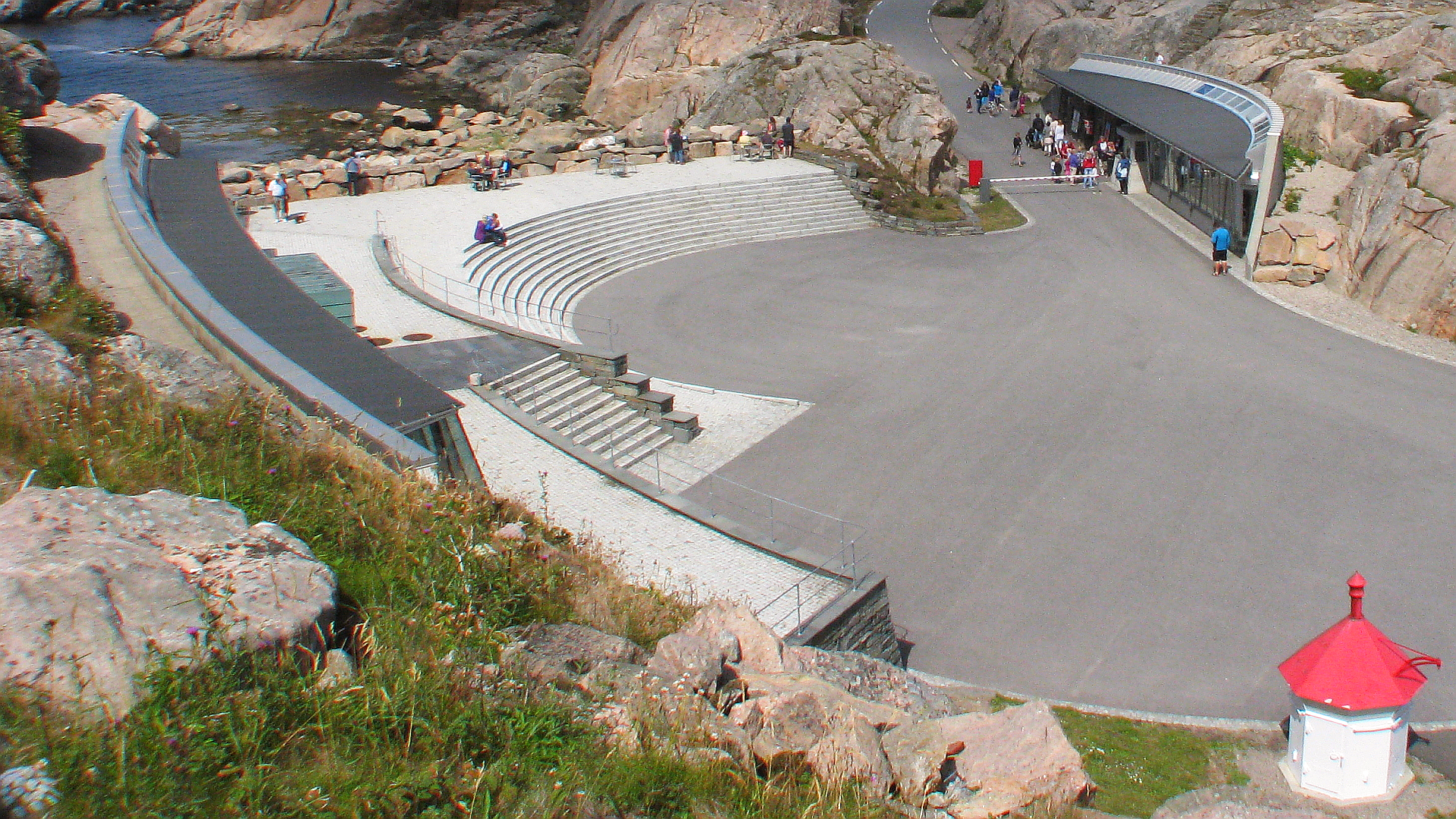
Lindesnes Fjellhallen (Millenium-Fjellhallen 2000-2004)

Lindesnes es un municipio de Noruega, en la provincia de Agder. El centro administrativo está en Mandal.
El faro de Lindesnes se alza en el punto más meridional de Noruega.